# Kivelänjärvi
Kivelänjärvi är en sjö i Finland. Den ligger i kommunen Salla i landskapet Lappland, i den norra delen av landet, 700 km norr om huvudstaden Helsingfors. Kivelänjärvi ligger 232,5 meter över havet. Den är 2,6 meter djup. Arean är 54,5 hektar och strandlinjen är 5,83 kilometer lång. Sjön  ingår i Kemi älvs huvudavrinningsområde. 